# Outlawz
Outlawz est un groupe de hip-hop américain, originaire de Montclair, dans le New Jersey. Il est fondé en 1995 par 2Pac. Outlawz n'a jamais vraiment percé en tant que groupe majeur dans le monde de la musique à cause de l'assassinat de leur leader, 2Pac, mais aussi celui d'un des membres, Yaki Kadafi. Outlawz est le seul groupe à avoir vendu plus de 60 millions d'albums en featuring et n'avoir jamais sorti un disque sur un grand label. Outlawz prône le respect et incite les jeunes à sortir de la rue et de ses gangs en suivant ce que 2Pac leur avait enseigné.

## Biographie
Outlawz est à l'origine un acronyme de Operating Under Thug Laws As WarriorZ. Le groupe Outlaw Immortalz est créé à la sortie de prison de Tupac Shakur. Emprisonné à Rikers Island, dans l'État de New York, il disait que les seuls amis qui venaient lui rendre visite étaient Hussein Fatal et Kadafi, membres du groupe Dramacydal. C'est en concertation avec eux que Tupac a décidé de fonder un groupe[réf. nécessaire]. Les membres d'Outlawz étaient plus que des amis pour Tupac, c'étaient ses frères et surtout « ses soldats » comme il le disait dans certaines de ses chansons, étant prêts à mourir pour lui. Les membres d'Outlaw Immortalz participent, soit tous ensemble, soit séparément, sur le multi disque de platine de Tupac, le double album All Eyez on Me, puis sur The Don Killuminati: The 7 Day Theory, et même sur la bande originale du film Flics sans scrupules[réf. nécessaire]. Ils figurent également sur le titre anti-Bad Boy Records de Tupac, Hit 'Em Up, certainement une des chansons les plus violentes et les plus connues de l'histoire du rap. La notoriété de cet hymne à la Côte Ouest semblait leur apporter la reconnaissance qu'ils méritaient. Initialement Tupac avait demandé à des artistes déjà reconnus comme Snoop Dogg de participer à ce morceau mais ceux-ci avaient peur de représailles de la part des artistes de la Côte Est. C'est ainsi qu'Outlawz s'est retrouvé sur cette célèbre chanson. Mais après la mort tragique du fondateur le 13 septembre 1996, et deux mois plus tard, celle de Kadafi, Outlawz est un peu déstabilisé[réf. nécessaire].
Le 14 décembre 1999, le label Death Row Records publie Still I Rise, album constitué de collaborations entre 2Pac et certains membres de Outlawz. Bien accueilli par la presse spécialisée, l'album atteint la deuxième place des R&B Albums et la sixième place du classement Billboard 200. Il se vend à 408 000 exemplaires à sa première semaine de ventes, et est certifié disque de platine le 8 février 2000. En 2011, il dénombre 1 692 316 exemplaires vendus en 2011, selon Nielsen Soundscan. L'album contient notamment Letter to the President, un morceau destiné au Président des États-Unis de l'époque, Bill Clinton ; il contient également Baby Don't Cry (Keep Ya Head Up II) qui atteindra à plusieurs reprises les classements.
Outlawz publie un premier album le 7 novembre 2000, Ride Wit Us or Collide Wit Us, dans son propre label, Outlawz Records,. Il atteint la 16e place des R&B Albums, la 95e place du Billboard 200 et la 6e place des Top Independent Albums. L'album n'est néanmoins pas un grand succès, idem pour l'album qui suivra. Également publié sur Oulawz Records et distribué par Koch, leur troisième album, Novakane, est publié le 23 octobre 2001. Il atteint cependant la 24e place des R&B Albums, la 100e au Billboard 200, et la troisième des Top Independent Albums. En 2002, le groupe publie Neva Surrenda.
En 2005, à la suite d'une divergence d'opinion au sein du groupe, Napoleon quitte le groupe qui est ainsi réduit à trois membres : EDIDON, Kastro et Young Noble. Ensemble, ils sortent un cinquième album intitulé Outlawz 4 life: 2005 A.P.. En 2006, ils collaborent avec le groupe dead prez pour réaliser un projet intitulé Can't Sell Dope Forever. La même année, Young Noble, le membre le plus actif du groupe, sort trois albums en collaboration : Thug Brothers avec Layzie Bone du groupe Bone Thugs-N-Harmony, Against All Oddz avec EDIDON et Soldier to Soldier avec le rappeur stic.man de dead prez. Après quelques années de retrait, Outlawz revient. En 2008, le groupe signe sur le label de Young Buck, Cashville Records, et le 5 août de la même année sort l'album We Want In: The Street LP.
En 2014, Young Noble, Hussein Fatal et EDIDON produisent la bande originale du film Five Thirteen du réalisateur français Kader Ayd. Les membres du groupe invitent Snoop Dogg et le rappeur américain Scarface sur la bande originale. En mai 2014, le groupe fait la promotion du film avec l'équipe du film au Festival de Cannes.

## Membres
La plupart des membres du groupe avaient des pseudonymes faisant référence à des dictateurs ou des ennemis des États-Unis.

### Membres actuels
- EDIDON (Malcolm Greenridge)

### Anciens membres
- 2Pac (Tupac Shakur) †
- Yaki Kadafi (Yafeu Fula) †
- Hussein Fatal (Bruce Washington)  †
- Young Noble (Rufus Cooper III) †
- Napoleon (Mutah Wassin Shabazz Beale)
- Mussolini (Tyruss Himes) †
- Komani (Maurice Shakur)
- Kastro (Katari Terrance Cox)
- Storm (Donna Harkness)

## Discographie

### Albums studio
- 2000 : Ride wit Us or Collide wit Us
- 2001 : Novakane
- 2002 : Neva Surrenda
- 2005 : Outlaw 4 Life: 2005 A.P.
- 2008 : We Want In: The Street LP
- 2011 : Perfect Timing
- 2017 : #LastOnezLeft
- 2017 : Livin Legendz
- 2021 : One Nation

### Albums collaboratifs
- 1999 : Still I Rise (avec 2Pac)
- 2002 : Blood Brothers (Kastro et E.D.I.)
- 2006 : Against All Oddz (Young Noble et E.D.I.)
- 2006 : Can't Sell Dope Forever (avec Dead Prez)
- 2007 : Thug in Thug Out (Young Noble et Hussein Fatal)

### Mixtapes
- 2010 : Killuminati 2K10
- 2011 : Killuminati 2K11
- 2012 : Welcome 2 Cashville (avec Ca$hville Records)
- 2013 : Warrior Music (avec Young Buck)[réf. nécessaire]
- 2014 : Jerzey Giantz

### DVD
- 2002 : Worldwide